# Lathyrus brachyodon
Lathyrus brachyodon là một loài thực vật có hoa trong họ Đậu. Loài này được Murb. miêu tả khoa học đầu tiên.